# Славиња
Славиња (буг. Славиня) је насеље Града Пирота у Пиротском округу. Према попису из 2022. има 35 становника (према попису из 2002. било је 49 становника).
Налази се у ували између Видлича и обронака Старе планине. То је последње село у Височком крају (од Пирота ка Димитровграду) кроз које пролази асфалтни пут.
Кроз Славињу протичу две реке - Височица и Росомачка река. У околини Славиња се налази пуно извора пијаће воде од којих је најпознатији извор такозвани „Јеврејин“. У непосредној близини извора се налази Грло, кањон Росомачке реке - где се слапови воде пресипају из једног у други „котао“. У Славињи током зиме живи тридесетак становника. Током лета, број се повећа и на неколико стотина.
У Славињи се још увек прича „шопским“ наречјем, које је нешто између бугарског и српског језика.
У селу се налази Црква Светог Ђорђа

## Демографија
У насељу Славиња живи 49 пунолетних становника, а просечна старост становништва износи 61,4 година (51,8 код мушкараца и 69,2 код жена). У насељу има 29 домаћинстава, а просечан број чланова по домаћинству је 1,69.
Становништво у овом насељу веома је нехомогено.
|  |

| Демографија | Демографија | Демографија |
| Година      | Становника  | Становника  |
| ----------- | ----------- | ----------- |
| 1948.       | 403         |             |
| 1953.       | 358         |             |
| 1961.       | 285         |             |
| 1971.       | 188         |             |
| 1981.       | 123         |             |
| 1991.       | 81          | 81          |
| 2002.       | 49          | 49          |

| Етнички састав према попису из 2002.‍ | Етнички састав према попису из 2002.‍ | Етнички састав према попису из 2002.‍ | Етнички састав према попису из 2002.‍ | Етнички састав према попису из 2002.‍ |
| ------------------------------------ | ------------------------------------ | ------------------------------------ | ------------------------------------ | ------------------------------------ |
|                                      |                                      |                                      |                                      |                                      |
| Бугари                               | Бугари                               |                                      | 26                                   | 53,06%                               |
| Срби                                 | Срби                                 |                                      | 23                                   | 46,93%                               |
| непознато                            | непознато                            |                                      | 0                                    | 0,0%                                 |

| Година пописа     | 1948. | 1953. | 1961. | 1971. | 1981. | 1991. | 2002. |
| ----------------- | ----- | ----- | ----- | ----- | ----- | ----- | ----- |
| Број домаћинстава | 90    | 92    | 83    | 71    | 55    | 43    | 29    |

| Број чланова      | 1  | 2 | 3 | 4 | 5 | 6 | 7 | 8 | 9 | 10 и више | Просек |
| ----------------- | -- | - | - | - | - | - | - | - | - | --------- | ------ |
| Број домаћинстава | 18 | 6 | 2 | 2 | 1 | 0 | 0 | 0 | 0 | 0         | 1,69   |

| Пол    | Укупно | Неожењен/Неудата | Ожењен/Удата | Удовац/Удовица | Разведен/Разведена | Непознато |
| ------ | ------ | ---------------- | ------------ | -------------- | ------------------ | --------- |
| Мушки  | 22     | 7                | 11           | 2              | 2                  | 0         |
| Женски | 27     | 4                | 13           | 10             | 0                  | 0         |
| УКУПНО | 49     | 11               | 24           | 12             | 2                  | 0         |

| Пол    | Укупно                    | Пољопривреда, лов и шумарство | Рибарство                            | Вађење руде и камена | Прерађивачка индустрија       |
| ------ | ------------------------- | ----------------------------- | ------------------------------------ | -------------------- | ----------------------------- |
| Мушки  | 6                         | 2                             | 0                                    | 0                    | 2                             |
| Женски | 2                         | 1                             | 0                                    | 0                    | 1                             |
| УКУПНО | 8                         | 3                             | 0                                    | 0                    | 3                             |
| Пол    | Производња и снабдевање   | Грађевинарство                | Трговина                             | Хотели и ресторани   | Саобраћај, складиштење и везе |
| Мушки  | 0                         | 0                             | 1                                    | 0                    | 1                             |
| Женски | 0                         | 0                             | 0                                    | 0                    | 0                             |
| УКУПНО | 0                         | 0                             | 1                                    | 0                    | 1                             |
| Пол    | Финансијско посредовање   | Некретнине                    | Државна управа и одбрана             | Образовање           | Здравствени и социјални рад   |
| Мушки  | 0                         | 0                             | 0                                    | 0                    | 0                             |
| Женски | 0                         | 0                             | 0                                    | 0                    | 0                             |
| УКУПНО | 0                         | 0                             | 0                                    | 0                    | 0                             |
| Пол    | Остале услужне активности | Приватна домаћинства          | Екстериторијалне организације и тела | Непознато            | Непознато                     |
| Мушки  | 0                         | 0                             | 0                                    | 0                    | 0                             |
| Женски | 0                         | 0                             | 0                                    | 0                    | 0                             |
| УКУПНО | 0                         | 0                             | 0                                    | 0                    | 0                             |